# Онсагер, Сёрен
Сёрен Онсагер (норв. Søren Onsager; 6 октября 1878, Холместранн — 28 ноября 1946, Осло) — норвежский художник.

## Жизнь и творчество
Ученик художницы Гарриет Баккер и живописца Кристиана Цартмана. В 1903—1904 годах учился в Школе графики в Осло, под руководством Иогана Нордхагена. Находился под творческим влиянием Эдварда Мунка и французских художников-постимпрессионистов. Был ярко выраженным постимпрессионистом, сочным колористом, мастером пейзажной живописи и известен своими полотнами живописи обнажённой натуры (ню).
Будучи членом пронацистского норвежского движения В. Квислинга Национальное единение, во время оккупации Норвегии немецкими войсками сотрудничал с немецкими властями. В этот период стал профессором норвежской Национальной академии искусств и в 1941—1945 возглавлял Национальную галерею в Осло. Как директор Национальной галереи, в 1942 организовал пронацистскую пропагандистскую выставку Искусство и неискусство (Kunst og ukunst), имевшую прообразом проводившуюся в нацистской Германии выставку так называемого дегенеративного искусства. На этой норвежской выставке в основном осуждались и отрицались как искусство такие течения, как экспрессионизм, модернизм и т. н. «коммунистическое искусство».
После окончания Второй мировой войны был обвинён в государственной измене и арестован. Скончался в тюрьме до вынесения приговора.